# Beast Loose in Paradise
A Beast Loose in Paradise a finn Lordi egyik dala. A dalt 2008. január 9-én adták ki kislemez formájában, és a 2008 februárjában bemutatott Dark Floors nevű horrorfilm főcímdala. A CD borítója a KISS zenekar egyik lemezéről lett mintázva. Továbbá a dal felkerült a 2008-as Deadache című nagylemez Japán kiadására.

## Dark Floors
A Dark Floors a Lordi második filmje. Az énekes filmkészítő iskolában végzett, így ő rendezte, csakúgy, mint a zenekar összes videóklipét. A film forgatásában segített, Tomi Putaansuu régi ismerőse Pete Riski. A film bemutató koncertje, 2008. február 5-én volt.

## A kislemez tartalma
1. Beast Loose In Paradise (Radio Edit) – 3:19
2. Beast Loose In Paradise (Dark Floors Version) – 3:33

## Közreműködött
- Mr. Lordi: ének
- Amen: gitár
- Kita: dobok
- Awa: billentyű
- Ox: basszusgitár